# کریستیان باکس
کریستیان باکس (به آلمانی: Christian Backs) بازیکن فوتبال و مدافع اهل آلمان شرقی بود که از سال ۱۹۸۳ میلادی عضو تیم ملی فوتبال آلمان شرقی بوده‌است. وی در ۹ بازی ملی حضور داشته و در بازی‌های ملی‌اش ۱ گل به ثمر رساند. کریستیان باکس آخرین بازی ملی خود را در سال ۱۹۸۵ میلادی انجام داد.